# Neugriechische Orthographie
Die Orthographie des Neugriechischen folgt einer „historischen Rechtschreibung“, die mit dem seit 403 v. Chr. nahezu unveränderten griechischen Alphabet notiert wird. Sie hat bestimmte Verschriftlichungen altgriechischer Laute und Lautkombinationen über Jahrhunderte und Jahrtausende hinweg bewahrt, obwohl sich die entsprechenden Lautwerte in der Entwicklung zum Neugriechischen mehrmals geändert haben. Daraus ergibt sich das Phänomen, dass die Schreibung wenig exakt den Phonemen der Sprache folgt, im Gegensatz beispielsweise zum Türkischen, dessen Rechtschreibung einer phonematischen Orthographie relativ nahe kommt. Im Gegensatz zu Letzterem gab es im Griechischen seit der Antike keine einschneidenden orthographischen Reformen mehr, die die Rechtschreibung an die lautliche Gestalt der Sprache hätten angleichen können. Die Rechtschreibreform 1982 schaffte lediglich das polytonische System der Akzent- und Hauchzeichensetzung ab, reformierte aber nicht die Laut-Buchstaben-Beziehungen.

## Verhältnis zwischen Phonemen und Graphemen
Bekanntestes Beispiel für die Historizität der neugriechischen Rechtschreibung ist der Jotazismus, also das lautliche Zusammenfallen der Grapheme η, υ, ει, οι und υι mit ι zu [i]. Bei völlig identischer Aussprache des i existieren im Neugriechischen nach wie vor alle sechs verschiedenen Schreibweisen; darüber hinaus zwei für [ɔ] (ο und ω) und zwei für [ɛ] (αι und ε); das heißt, es gibt im Vokalbereich viel mehr Grapheme als Phoneme. Lesend kann man mit hoher Treffsicherheit die Lautung auch unbekannter Wörter erschließen, umgekehrt ist die korrekte Schreibung der vorgenannten Vokale nur erlernbar oder aus Kenntnis des Altgriechischen etymologisch erschließbar. 
In vielen Fällen werden durch die unterschiedliche Schreibung Homonyme unterschieden. So kann das Wort [fiˈli] die Bedeutungen „Kuss“ (φιλί), „er küsst“ (φιλεί) oder „Rasse“ (φυλή) tragen; hier sind die Stämme φιλ- („Liebe“) und φυλ- („Geschlecht“), zu denen als dritter homophoner Stamm noch φυλλ- („Blatt“) hinzukommt, nur durch die Schreibung unterscheidbar. Da die deutschen Fremdwörter aus dem Griechischen meist direkt aus dem Altgriechischen übernommen oder über das Lateinische vermittelt wurden, spiegelt sich hier der altgriechische Lautstand meist wider (vgl. die Begriffe Philosophie, Phylum und Chlorophyll).

## Diakritische Zeichen
Die Gesamtheit der griechischen Texte, die heute im Umlauf sind, kennt verschiedene Systeme der diakritischen Zeichen: 
- das traditionelle polytonische System (mit den Tonzeichen Akut, Gravis, Zirkumflex, den Hauchzeichen Spiritus asper und Spiritus lenis sowie Iota subscriptum und Trema), das für altgriechische oder Katharevousa-Texte sowie für den Großteil der heute noch polytonisch erscheinenden Dimotiki-Literatur verwendet wird (z. B. von Verlagen wie Άγρα). Hierbei wird vielfach das Iota subscriptum sowie der Spiritus asper auf dem am Wortanfang stehenden Rho weggelassen. Vor den 1960er-Jahren war es das einzige in Gebrauch befindliche System für das Neugriechische.
- das modernisierte polytonische System (wie obiges, aber ohne Gravis) war von den Sechzigerjahren bis 1982 offiziell in Gebrauch. Heute wird es von einigen Büchern (etwa von Verlagen wie Γράμματα oder Εκδόσεις συλλογή), in Zeitungen und Zeitschriften dagegen kaum gebraucht. Auch Jorgos Babiniotis schreibt beispielsweise in seinem Großlexikon des Neugriechischen, das „neugriechisch-polytonische System“ enthalte zwei Akzente, den Akut und den Zirkumflex, also keinen Gravis. In anderen Publikationen verwendet er jedoch das traditionelle polytonische System (mit Gravis) oder ein monotonisches System, das weder Gravis noch Zirkumflex, jedoch den Spiritus asper beinhaltet!
- das monotonische System mit dem Akut (´, οξεία) als Betonungszeichen, das seit der Rechtschreibreform im April 1982 orthographischer Standard ist und vorwiegend verwendet wird. Die bis dahin verwendeten Akzente und Hauchzeichen bis auf den Akut als Betonungszeichen spielen für die Aussprache des Neugriechischen keine Rolle mehr. Einzig das Trema dient noch zur Kennzeichnung der getrennten Vokalaussprache.

### Der Akut im Neugriechischen
Der Akut wird auf den Vokal der betonten Silbe eines mehrsilbigen Wortes, bei den Digraphen (οι, αι, ει, ου, ευ, αυ) auf deren zweiten Buchstaben gesetzt. Bei einigen Aussprachevarianten wird der Akut nur bei der 'zweisilbigen' Form gesetzt: μια (mja) vs. μία (mía) und δυο (dhjo) vs. δύο (dhío).

### Akzentsetzung wegen der Dreisilbenregel
Da im Neugriechischen nur die letzte, vorletzte oder drittletzte Silbe eines Wortes betont sein darf, kann es passieren, dass Wörter, die eigentlich unbetont sind, einen Akzent erhalten, oder dass ein Wort zwei Akzente erhält. So wird beispielsweise bei der Kombination des Imperativs δώσε (gib) mit den beiden Enklitika του (ihm) und το (es) ein weiterer Akut auf dem του gesetzt, da sich der Akzent sonst auf der viertletzten Silbe befände (die enklitischen Wörter hängen sich an das bzw. die vorhergehenden Wörter und gelten nicht als eigenständige Wörter): 
Δώσε τού το! Gib es ihm!, auch: Άνοιξέ του το! Mach es ihm auf!, aber
Πες του το! Sag es ihm!

### Vermeidung von Ambiguitäten
Um Ambiguitäten in der Orthographie zu vermeiden, wird der Akut bei drei einsilbigen gleichlautenden Wortpaaren zur graphischen Unterscheidung eingesetzt, nämlich bei 
η die (Artikel Fem. Sg.) vs. ή oder
που (allg. Relativpronomen) vs. πού wo
πως dass vs. πώς „wie“
Des Weiteren wird der Akut auf die ebenfalls einsilbigen, schwachen Dativ-Formen der Personalpronomen gesetzt, wenn sie mit den gleichlautenden Possessivpronomen verwechselt werden könnten:
Η γυναίκα μου είπε … Meine Frau sagte …
Η γυναίκα μού είπε … Die Frau sagte mir …
Η γυναίκα μου μου είπε … Meine Frau sagte mir …
In manchen neugriechischen Texten werden noch weitere Homographen durch den Akut voneinander unterschieden, so etwa ως als vs. ώς bis, oder κατα gemäß vs. κατά gegen und andere. Diese Varianten treten jedoch nicht häufig auf und sind eher Teil einer idiosynkratischen Rechtschreibung denn allgemeiner Konsens.

### Ausnahmen
Ausnahmen hierzu bilden die Homographenpaare με/με (mich/mit), σε/σε (dich/in, an, bei, zu), δε/δε (nicht/hingegen) und meist auch ως/ως (als/bis), die nicht durch Akzentsetzung graphisch voneinander unterschieden werden:
Με λένε Γιώργο. Ich heiße Giorgos (wörtl. Mich nennen sie Giorgos).
Με τον Γιώργο πάμε σινεμά. Mit Giorgos gehen wir ins Kino.
Σ’ αγαπώ. Ich liebe dich.
Σ’ αυτό το μαγαζί ψωνίζω συχνά. In diesem Geschäft kaufe ich oft ein.
Die schwachen Personalpronomina με und σε können grundsätzlich keinen Akzent erhalten, auch nicht zur Unterscheidung von den homographen Präpositionen, da sie enklitisch und somit per definitionem unbetont sind: Πίστεψέ με! Glaub mir!
Εγώ δε διαβάζω. (beim Sprechen leichte Betonung auf dem δε) Ich lese nicht.
Εγώ δε διαβάζω. (beim Sprechen δε unbetont und enklitisch) Ich hingegen lese.
Das δε des letzten Beispielsatzes entstammt der gelehrten Tradition des Griechischen und kommt meist nur in schriftlichen Texten, beispielsweise in Zeitungsessays, zur Anwendung. Oft wird auch ein Komma nach diesem δε gesetzt, um es als rhetorische Figur kenntlich zu machen und vom anderen δε zu unterscheiden. In fast allen Fällen handelt es sich bei δε um die Verneinungspartikel δε(ν) (= nicht). Da das δε (nicht) vor allen Wörtern, die mit Vokal oder π, μπ, τ, ντ, κ, γκ, ξ, ψ beginnen, δεν lautet und sich somit ohnehin vom anderen δε unterscheidet, ergibt sich die Verwechslungsgefahr in der Realität nur selten.
Ως Γερμανός κάτι ξέρω από μπίρα. Als Deutscher verstehe ich was von Bier.
Ως εδώ και μη παρέκει! Bis hierher und nicht weiter!

### Weitere Aspekte des Akut
- Der Akut wird in manchen Fällen auch auf die einsilbige Futurpartikel θα (die aus dem Ausdruck θέλω να (ich will, dass …) über θέ᾿να → θα entstand) gesetzt, wenn die einsilbigen verbalen Formen μπω, βγω, βρω oder 'ρθω folgen, zum Beispiel θά 'ρθω ich werde kommen.

- Der Akut wird nur bei Wörtern gesetzt, die Minuskeln enthalten, also Ελλάς, aber: ΕΛΛΑΣ. Bei Wörtern, die auf der ersten Silbe betont und großgeschrieben werden, schreibt man den Akut links neben dem Anfangsbuchstaben, zum Beispiel Έλληνας.

- Erwähnenswert ist noch die Tatsache, dass trotz obligatorischer Akzentuierung viele Wörter in der Realität keinen Akut tragen, so etwa bei Schriftzügen an Geschäften oder Lieferwagen. Sogar Bücher, also offizielle Schriftwerke eines Verlags, tragen manchmal Titel, bei denen die Akzente fehlen. Dies ist vermutlich Gründen der Schreibökonomie oder einer Art typographischer Mode geschuldet, vergleichbar mit der Vorliebe mancher Deutsch-Schreibender (v. a. im Computerbereich), grundsätzlich nur kleinzuschreiben.

### Das Trema
Der waagerechte Doppelpunkt über den Vokalen ι oder υ (das „Trema“, neugriechisch διαλυτικά dialytika) ist kein Betonungszeichen, sondern typographischer Hinweis darauf, dass eine Buchstabenkombination aus 2 Vokalen, die nach den Ausspracheregeln nur wie ein Vokal (ε + ι = ει: „i“) oder wie ein Vokal + Konsonant (α + υ = αυ: „av/af“) ausgesprochen werden würden, tatsächlich als zwei getrennte Vokale gesprochen werden soll (Diärese). Ohne Trema würde etwa das Wort προϊστάμενος /pro-is-´tamenos/ (der Vorgesetzte) /pris´tamenos/ gesprochen. 
- Fällt der Akzent auf den ersten der beiden Vokale, erübrigt sich das Trema und wird nicht gesetzt (κέικ /ke-ik/ Kuchen).
- Ebenfalls nicht gesetzt werden muss das Trema, wenn in polytonischer Orthographie geschrieben wird und der Spiritus anzeigt, dass kein Diphthong vorliegt. So muss das Wort αϋπνία (a-ypnía, Schlaflosigkeit) im Neugriechischen offiziell zwar mit Trema geschrieben werden; ein Spiritus lenis im Rahmen einer polytonischen Schreibung würde dieses jedoch erübrigen (ἀυπνία), da Spiritus im Falle eines Diphthonges auf dem zweiten Vokal stünden.
- Bei Wörtern, die nur mit Großbuchstaben geschrieben werden, wird das Trema normalerweise gesetzt, auch wenn der Akut aufgrund der Großschreibung fehlt, zum Beispiel γοργοϋπήκοος > ΓΟΡΓΟΫΠΗΚΟΟΣ. Es kommt aber auch die Schreibweise ΓΟΡΓΟ·Υ·ΠΗΚΟΟΣ vor.

## Phonetische Ambiguitäten
Wie oben erwähnt, ist im Neugriechischen meist jedem Graphem (oder jeder Gruppe von Graphemen) ein bestimmtes Phonem (oder eine Gruppe von Phonemen) zugeordnet, das heißt, man kann von der Schreibung fast sicher auf die korrekte Aussprache schließen. Jedoch gibt es auch einige Fälle, in denen die Aussprache nicht vollständig aus der geschriebenen Form ersichtlich wird. Dies ist der Fall:

### i-Grapheme vor unbetontem Vokal
- bei Graphemen, die dem Phonem i entsprechen, wenn dieses unbetont vor einem Vokal steht; bei volkstümlichen Wörtern wird dieses i dann konsonantisch ausgesprochen oder palatalisiert den vorausgehenden Konsonanten, bei gelehrten Wörtern wird das i vokalisch ausgesprochen. Hier ermöglicht (abgesehen natürlich vom Auswendiglernen) erst die Kenntnis darüber, ob das jeweilige Wort der volkstümlichen oder der gelehrten Tradition entstammt, die korrekte Aussprache.

Beispiele (zuerst immer das volkstümliche, hierauf das gelehrte Wort): άδεια – άδεια (adja – adia), ποιος – ποιότητα (pjos/pchos – piotita), έννοια – έννοια (ennja – ennia), λιακάδα – Ιλιάδα (ljakada – Iliada), μυαλό – μυαλγία (mjalo – mialjia)

### Bestimmte Konsonantkombinationen
- bei den Konsonantkombinationen μπ, ντ, γκ, γγ, sofern sie nicht am Wortanfang stehen; unter jedem dieser Digraphen sind zwei Aussprachevarianten vereint: b/mb, d/nd, g/ng, g/ng.

Beispiele: τούμπα – ταμπού (tumba – tabu), άντρας – ξεντύνω (andras – ksedino), αγκαλιάζω – ογκρατέν (angaliazo – ograten), άγγελος – επαγγελματίας (angelos – epagelmatias). 
Immer wieder wird in der wissenschaftlichen Literatur auch das Beispiel βεντέτα zitiert, das streng genommen zwei Homographen in sich vereint, also je nach Aussprache seine Bedeutung verändert: vendetta Blutrache – vedetta Berühmtheit. 
Allerdings muss betont werden, dass die akkurate Unterscheidung zwischen den jeweiligen phonetischen Alternativen von vielen Griechen sprachlich nicht immer realisiert wird; für viele besteht beispielsweise gefühlsmäßig kein fundamentaler Unterschied zwischen den Lauten d und nd, weswegen ein Wort wie αντίο, was eigentlich als adio ausgesprochen werden müsste, mitunter auch als andio begegnet; dementsprechend unterscheiden die meisten Griechen in der Aussprache auch die beiden Varianten von βεντέτα nicht, und sogar in Lexika finden sich widersprüchliche Aussprachehinweise (ksedino und ksendino für ξεντύνω). Die „Wahrheit“ liegt meist in der Mitte, denn bei genauem Hinhören wird man beispielsweise feststellen, dass λάμπα oft weder als klares lamba noch als eindeutiges laba, sondern als nasalierte Zwischenstufe der beiden Extremvarianten ausgesprochen wird. Bei vielen Wörtern ist jedoch eine bestimmte Aussprachetendenz deutlich häufiger als die andere.
Vor allem bei nichtgriechischen Namen und Fremdwörtern ist dieses Phänomen der Unschärfe gegeben; wird zum Beispiel das Phonem d aus der Fremdsprache im Griechischen mit ντ wiedergegeben, kann es hinterher von griechischen Lesern fälschlicherweise als „nd“ interpretiert werden. Auf diese Art und Weise entstehen sogar so exotische Aussprachevarianten wie Brand Pit (von Μπραντ Πιτ = Brad Pitt) oder Srender (von Σρεντερ = Schröder). 

## Ungeklärte Fragen und geduldete Varianten
Im Neugriechischen gibt es eine Vielzahl von Wörtern, deren Schreibweise strittig und nicht eindeutig festgelegt ist. Oft müssen selbst studierte Philologen im Lexikon die „richtige“ Schreibung eines Wortes nachschlagen und finden selbst dann noch – je nach verwendetem Lexikon – unterschiedliche Varianten. Drei Gründe sind hauptsächlich für dieses Phänomen zu nennen:
- die zwei großen neugriechischen Sprachtraditionen Katharevousa und Dimotiki, deren Zusammenfall zum modernen Neugriechisch ein noch immer stattfindender Vorgang ist. Hieraus ergibt sich – mehr noch, als es ohnehin bei jeder Sprache der Fall ist – eine besondere grammatikalische wie auch orthographische Dynamik des Griechischen, das in manchen Fällen gewissermaßen noch eine Findungsphase durchläuft, diverse ungeklärte Probleme aufweist und noch wenig von „endgültigen“ Kanonisierungen zementiert ist.

Ein schönes Beispiel ist der Genitiv Plural der Wörter ο πισινός (der Hintern) und η πισίνα (das Schwimmbecken), der in beiden Fällen gleich lautet: των πισινών. Um nun die pikante Ambiguität in Fällen wie ο καθαρισμός των πισινών (die Reinigung der Schwimmbecken/der Hintern) zu vermeiden, bilden manche als Genitiv Plural des Schwimmbeckens των πισίνων, was grammatikalisch eigentlich falsch ist, sich jedoch etablieren könnte. Fälle wie dieser zeigen, dass bis zu einer umfassenderen Kanonisierung und Fallklärung im Neugriechischen noch einige Zeit vergehen muss.
- die Koexistenz zweier unterschiedlicher orthographischer „Legitimationsmodelle“, teils resultierend aus der Konkurrenz zwischen Katharevousa und Dimotiki: Altgriechisches bzw. korrekt-etymologisches Ideal versus unwissenschaftliche, natürliche Sprachentwicklung mit konventioneller, das heißt durch allgemeinen Konsens allmählich etablierter Orthographie.
- das Fehlen einer zentralen staatlichen Autorität, die alle orthographischen Fälle regeltechnisch erfassen und entscheiden könnte.

Nicht immer ist die Grenze zwischen Rechtschreibfehler und „erlaubter“ Rechtschreibvariante eindeutig zu ziehen. Einige Beispiele von Wörtern mit strittiger Orthographie:
αβγό – αυγό (Ei)
εγχείρηση – εγχείριση (Operation)
ξίδι – ξύδι – ξείδι (Essig)
τέσσερεις – τέσσερις (vier)
πίτα – πίττα – πήτα (Pita)
βράδυ – βράδι (Abend)
μαζί – μαζύ (gemeinsam)/(zusammen)
Hier handelt es sich meist um die oben erwähnte Koexistenz einer postulierten, etymologisch „richtigen“ Form (αβγό) und einer üblichen, im praktischen Gebrauch etablierten Schreibweise (αυγό). Doch auch die Gräzisierung von Fremdwörtern schafft Probleme, z. B. bei der Transkription des englischen y (υ oder ι?) sowie bei Doppelkonsonanten:
πάρτυ – πάρτι (Party)
σαντιγύ – σαντιγί (Schlagsahne) (vom französischen „Chantilly“)
τρόλλεϋ – τρόλεϊ (Trolleybus)
Heutzutage hat sich hier eher jeweils die zweitgenannte Variante durchgesetzt.
- Auch die „Dreisilbenregel“ führt zu ungeklärten Fällen in der Orthographie, etwa beim Fremdwort ΚΑΜΕΡΑΜΑΝ (Kameramann). Da dieses Wort beim Sprechen auf der ersten Silbe betont wird, entstünde bei entsprechender Akzentsetzung folgendes „unerlaubte“ Phänomen: κάμεραμαν (die Betonung darf nicht vor die drittletzte Silbe fallen). Die beiden großen Lexika des Neugriechischen bieten unterschiedliche Lösungsvorschläge an: καμεραμάν (mit der inkongruenten phonetischen Erläuterung „kámeramán“) und κάμερα-μαν (was das Wort in zwei Einzelwörter zerteilt und damit keinen Akzent mehr auf der viertletzten Silbe enthält).

- Das aus der Vorsilbe αντι- (gegen) und dem Stamm ιός (Virus) zusammengesetzte Wort αντιιικός (antiviral), oft verwendet in Phrasen wie το αντιιικό φάρμακο (das antivirale Medikament, das Mittel gegen das Virus), wird mitunter mit Bindestrich geschrieben: αντι-ιικός. Grund dafür dürfte das optisch-ästhetische Kriterium sein, dass drei Iota hintereinander in der Schrift vermieden werden sollen.

- Die Laute /ks/ und /ps/ werden im Griechischen normalerweise immer mit den Buchstaben ξ und ψ wiedergegeben; bei manchen Fremdwörtern wird jedoch von dieser Regel abgewichen und eine analytische Transkription bevorzugt, wie zum Beispiel bei κόμικς (Comic), τανκς (Panzer) oder τσιπς (Chips).

## Wörter mit unveränderter Orthographie
Die griechische Sprache zeichnet sich durch ihre besonders große Kontinuität auch über große Zeiträume hinweg aus. Sie enthält beispielsweise viele Wörter, die seit 3000 Jahren in nahezu unveränderter Form existieren und somit weder als altgriechisch oder neugriechisch, sondern als schlechthin griechisch anzusehen sind. Aussprache und Bedeutung sowie Aspekte des eher instabilen Systems der diakritischen Zeichen mögen sich im Laufe der Zeit geändert haben, doch in ihrer grundsätzlichen Schreibweise haben sich folgende – meist sehr grundlegende – Wörter über Jahrtausende erhalten: θεός, άνθρωπος, γη, θάλασσα, ήλιος, φίλος, δήμος, νόμος, γλώσσα, παιδεία, ελευθερία, αδελφός, αγαπώ, βλέπω, επιθυμώ, καλός, κακός, νέος, επειδή, όταν, εάν, συ, εγώ, και, ναι, ότι, αυτός, τότε, αύριο, ούτε, πως und viele mehr. 